# Trichogramma cultellus
Trichogramma cultellus is een vliesvleugelig insect uit de familie Trichogrammatidae. De wetenschappelijke naam is voor het eerst geldig gepubliceerd in 2005 door Jose, Hirose & Honda.